# Guaro (község)
Guaro egy község Spanyolországban, Málaga tartományban. Guaro Alozaina, Coín, Monda és Tolox községekkel határos. Lakosainak száma 2469 fő (2024).

## Népesség
A település népessége az elmúlt években az alábbi módon változott:
| Lakosok száma | 1880 | 2046 | 2273 | 2272 | 2289 | 2143 | 2087 | 2260 | 2302 | 2469 |
|               | 2001 | 2004 | 2007 | 2009 | 2012 | 2014 | 2017 | 2019 | 2022 | 2024 |